# Anton Chladek
Anton Chladek (n. 1794, Elemir, Voivodina, Serbia - d. mai 1882, București) a fost un pictor ceh. A studiat la Pesta și Viena, unde a luat contact cu stilul Biedermeier pe care îl receptează ca o noutate față de tradiția bizantină. A fost primul profesor al lui Nicolae Grigorescu. A realizat pictură murală bisericească, portrete și miniaturi.

## Biografie
Anton Chladek a fost un pictor de origine cehă. A fost unul dintre cei mai instruți artiști care au ajuns în Țara Românească după anul 1835. El provenea din familia unui fierar din comuna Elemer din Banatul sârbesc. Tatăl acestuia l-a trimis la Milano ca să studieze pictura. Acolo a executat copii după Correggio și a realizat numeroase portrete la Pesta și Viena în perioada anilor 1826 - 1835. Sosit acasă după terminarea studiilor s-a mutat la Pesta în anul 1833 unde și-a deschis o școală de desen.  La Pesta a devenit un bun portretist și a colaborat cu diverse publicații la care a participat cu ilustrații în almanahurile ce au apărut în acele timpuri. S-a asociat în acest sens cu românul transilvănean Aloisiu Ioan Horași, pentru ca mai târziu să-l cunoască pe Carol Popp de Szathmari. Din afirmațiile istoricului Adrian-Silvan Ionescu reiese probabilitatea ca Anton Chladek să fi venit la București la îndemnului lui Horesi și Szathmari, care știau piața bucureșteană și potențialul financiar al boierimii..
Sosirea în capital Țării Românești a fost după unii analiști în anul 1835 și după alții în 1836.  Aici a găsit un mediu propice și de aceea a rămas pe plaiurile muntenești până la sfârșitul vieții sale. Artistul ceh locuia în apropierea bisericii Boteanu, denumită în acea vreme biserica Bradului, nu pe strada Clemenței, dar în imediata sa apropiere. Era o casă mare, frumoasă, ea fiind casa de zestre a celei de a treia soții și era destul de veche, așa cum erau o mulțime de clădiri de pe străzile mărginașe ale Bucureștiului, chiar la începutul secolului al XX-lea. Casa era prevăzută cu foișor amplasat peste gârliciul pivniței și avea un singur cat săltat deasupra pământului.
Chladek era un om cult, stilat, elegant, vorbea fluent, germane, franceza și italiana și astfel, a intrat în protipendada familiilor boierești într-un mod similar ca Barabas într-o perioadă anterioară. A lucrat portrete pentru mai multe familii ca Văcărescu, Butculescu, Manu, Rioșanu sau Pleșoianu și a dat lecții pentru tinerii avuți. A realizat portrete în miniatură, în acuarelă sau creion, pe fildeș, hârtie sau ulei pe pânză de mari dimensiuni. În București a desfășurat o activitate în care s-a remarcat ca un miniaturist excepțional, litograf și portretist. A realizat numeroase icoane și a zugrăvit în anul 1856 biserica din Baloteasca și în anul următor picturile murale  de la biserica din Budești. La Baloteasca a pictat împreună cu Gheorghe Grigorescu, fratele lui Nicolae Grigorescu. Aceasta era ctitoria lui Grigore Pleșoianu, dar din păcate nu se mai poate identifica ceva din pictura pe care Chladek a realizat-o acolo. Biserica din Budești a fost ctitorită de marele vornic Iancu Manu, din pictura murală nu a mai rămas la timpul când a fost analizată de specialiști, decât portretele ctitorilor, restul fiind acoperit de picturi recente, așa cum se poate constata la mai toate monumentele religioase vechi din România. Pe lângă preocupările descrise mai sus, în timpul liber sau datorită unor comenzi, Chladek lucra adesea icoane portative de factură clasicistă. Dacă miniaturile și portretele îi asigurau accesul la o clientelă avută, icoanele l-au făcut foarte căutat pentru populația de rând a Bucureștiului.

## Opera
În perioada cât a lucrat la București, a existat o transformare semnificativă a picturii religioase de factură bizantină datorată impactului modelelor Renașterii italiene care au intrat în principatele românești prin intermediul gravurilor. Astfel, compozițiile lui Tițian sau Rafael au fost asimilate și modificate după gustul și cerințele ortodoxiei. A avut loc o trecere de la schematizarea rigidă bizantină la corporalitatea renanscentistă. Anton Chladek era un pictor adaptat unei societăți aflate în plină transformare și pentru care nevoia de reprezentare era un demers prioritar. Chladek a fost un adept al stilului Biedermaier și maniera lui a fost una realistă, în care înfățișa figura umană într-un mod rigid, stil care de altfel, se potrivea cu tradiția iconografiei românești.

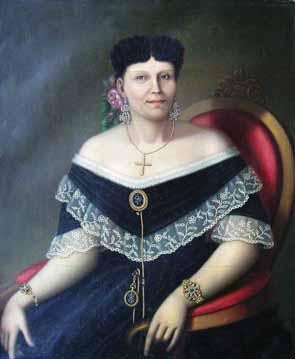
Elena Elefteridi

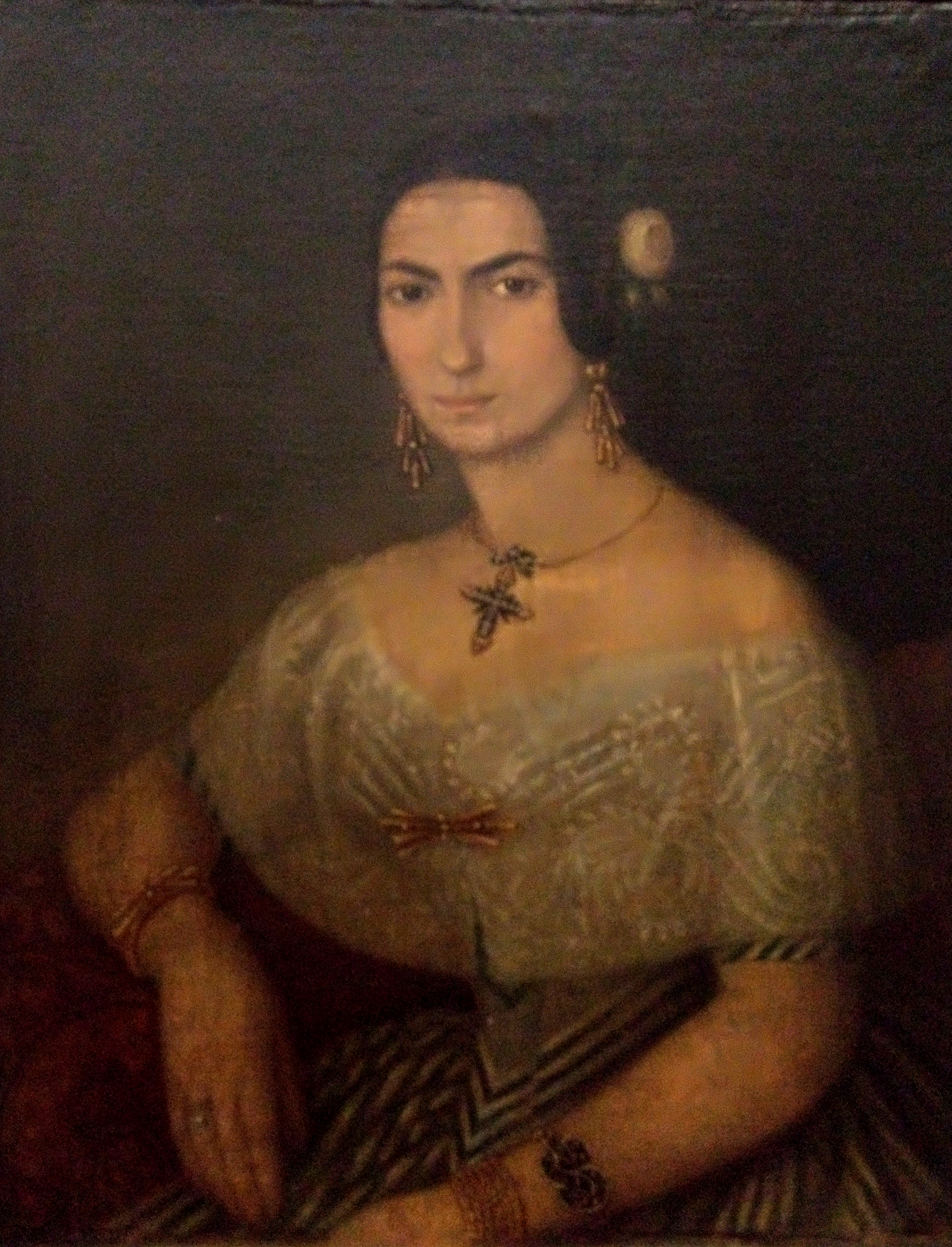
Portret de femeie

Anton Chladek a folosit abordări simple și directe și și-a plasat personajele într-un prim-plan accentuat, bazându-se pe redarea corectă a naturii. El a practicat o artă care se baza pe un desen accentuat al detaliului, cu o expresie fixă a personajului portretizat.
A realizat portretele poeților Văcărești, Alecu și Ienăchiță, într-o lumină clară de factură neoclasicistă. Se poate vedea prin compararea portrelelor Văcăreștilor cu Portretul marelui ban Năsturel Herescu (1870), influența pe care a exercitat-o asupra lui Nicolae Grigorescu.
Anton Chladek era un foarte bun portretist, un bun miniaturist, vorbea mai multe limbi și și-a făcut o clientelă importantă printre familiile boierești, intelectuali sau printre negustorii importanți ai vremii. La vârsta a treia, vederea i-a slăbit și din această cauză a abandonat miniatura și s-a consacrat portretelor de mari dimensiuni, așa cum sunt cele care se regăsesc astăzi în Galeria Muzeului Național de Artă din București. În anul 1856 a executat picturile murale de la biserica din Baloteasca și în anul următor pe cele de la biserica din Budești. La Baloteasca a pictat împreună cu Gheorghe Grigorescu, fratele lui Nicolae. Aceasta era ctitoria lui Grigore Pleșoianu, dar din păcate nu se mai poate identifica ceva din pictura pe care Chladek a realizat-o. Biserica din Budești a fost ctitorită de marele vornic Iancu Manu, din pictura murală nu a mai rămas la timpul când a fost analizată de specialiști, decât portretele ctitorilor, restul fiind acoperit de picturi recente, așa cum se poate constata la mai toate monumentele religioase vechi din România.
Pe lângă preocupările descrise mai sus, în timpul liber sau datorită unor comenzi, Chladek lucra adesea icoane portative de factură clasicistă. Dacă miniaturile și portretele îi asigurau accesul la o clientelă avută, icoanele l-au făcut foarte căutat pentru populația de rând a Bucureștiului. Familia Grigorescu locuind în mahalaua Cărămidarilor, era în proximitatea grădinii cu duzi a lui Chladek și renumele iconarului a fost un motiv suficient pentru a se explica atracția pe care Gheorghe și mai apoi Nicolae Grigorescu au avut-o pentru profesia de zugrav.
În atelierul lui Chladek, Nicolae a văzut opere atârnate de pereți, în atelier și în casă. Acestea erau lucrări originale sau copii după mari maeștri pe care maestrul ceh le-a realizat când a fost la studii la Pesta sau Viena. Unele din aceste tablouri mai există și astăzi la descendenții acestuia. Nicolae s-a insiprat din miniaturile executate de către maestrul său. El a păstrat maniera plină de farmec, ușoară și delicată, cu acel colorit proaspăt și suav care poate fi regăsită  în icoanele sale din primii ani ca și în cele realizate imediat după terminarea uceniciei de atelier. Aceeași manieră poate fi văzută și în lucrările de factură târzie în care Nicolae a ajuns la perfecțiuni ale genului, exemplu stând icoanele împărătești de la Mănăstirea Agapia.
Din biografiile scrise despre Nicolae Grigorescu de către cei care i-au studiat viața și opera, ca și din cele declarate de urmașii lui Anton Chladek, a rezultat un portret aproape realist privind relațiile dintre ucenic și meșter. Relațiile ce transpar din aceste memorii sunt despre îndatoririle tradiționale, nu numai profesionale ci și domestice, impuse de către meșterul Chladek. Cele domestice priveau inclusiv activitatea de a păzi caii când meșterul pornea la drum, activitatea de curățenie a casei sau legănatul copiilor. Conform surselor, Anton Chladek era un om sucit, repezit la vorbă, dar nu era rău. Așa cum era obiceiul meșterilor zugravi din acele vremuri, meșterilor le era frică de ucenicii talentați care furau meșteșugul mult prea repede. Ca urmare, meșterii îi fugăreau pe ucenici pentru ca aceștia să nu vadă chiar toate tainele meseriei dintr-o dată. Existau și excepții, Alexandru Vlahuță a publicat memorii ale lui Nicolae în care acesta spunea: „... câteodată, când îi frecam culorile, se mai îmbuna și mă lăsa pe lângă el -- atunci eram în culmea fericirii; îmi vorbea blând, îmi arăta cum se fac sfinții, îi sorbeam vorbele...”. Grigorescu își amintea și de momentele în care meșterul lăuda ucenicii care lucraseră bine, Nicolae fiind dat întotdeauna de exemplu privitor la felul cum realiza pământurile - așa cum li se spuneau pe atunci peisajelor.'

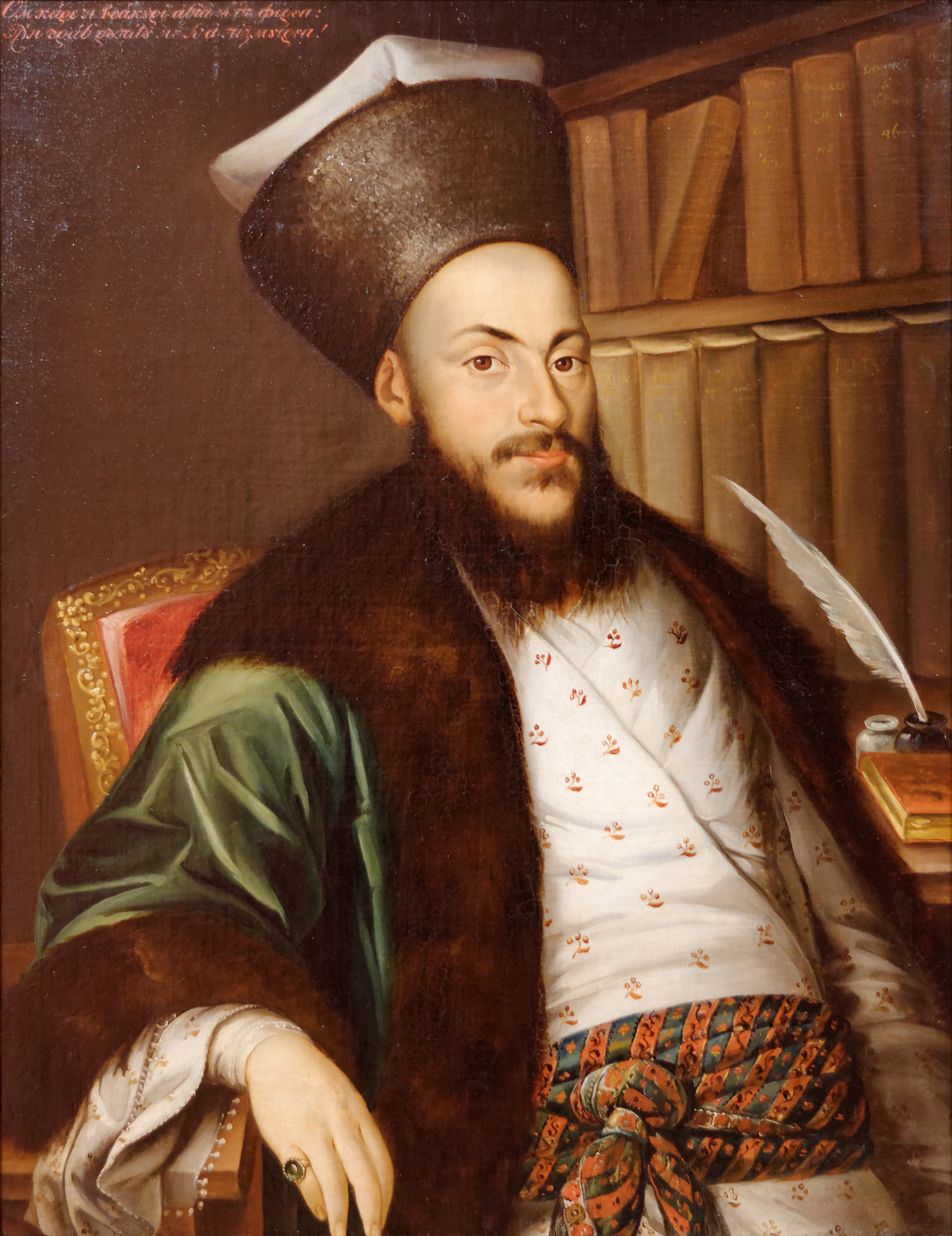
Alecu Văcărescu
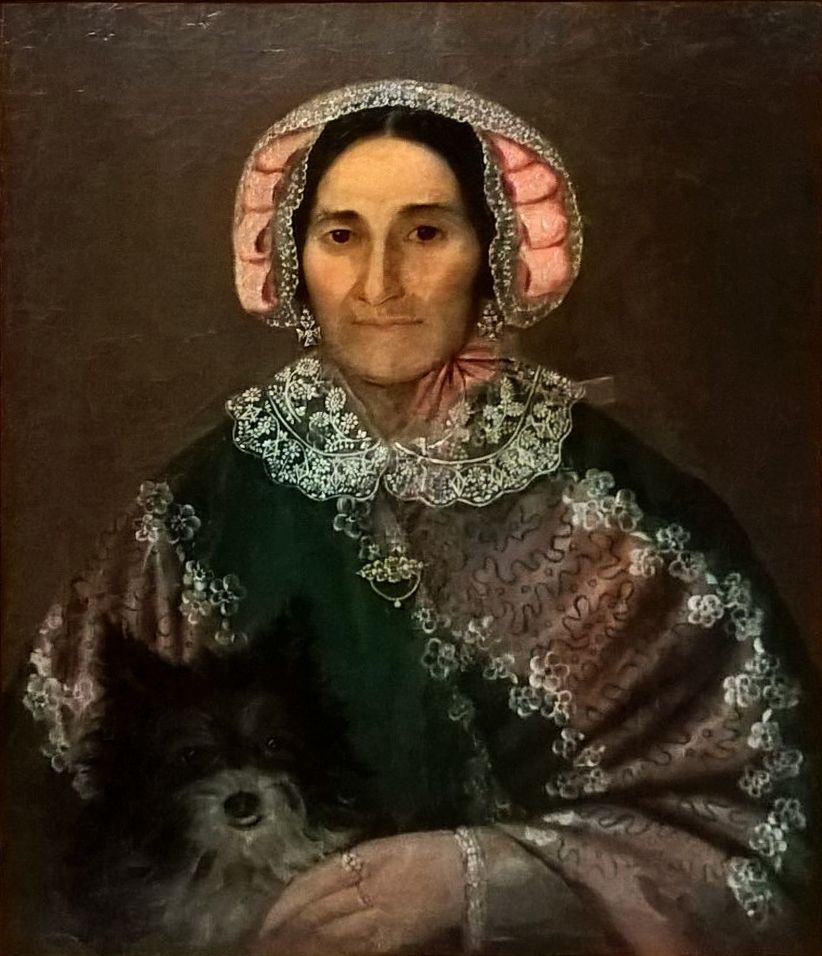
Portret de bătrână
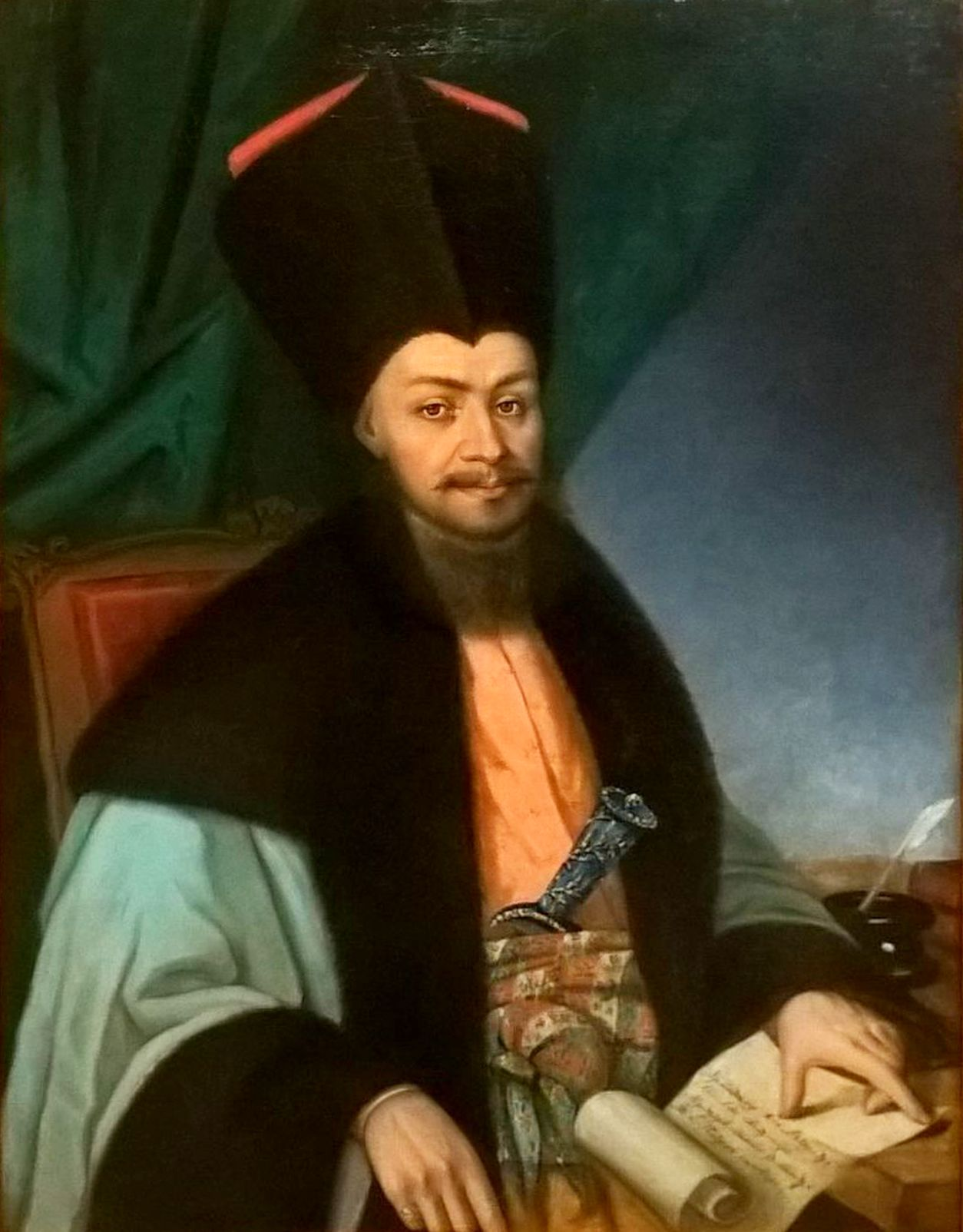
Ienăchiță Văcărescu
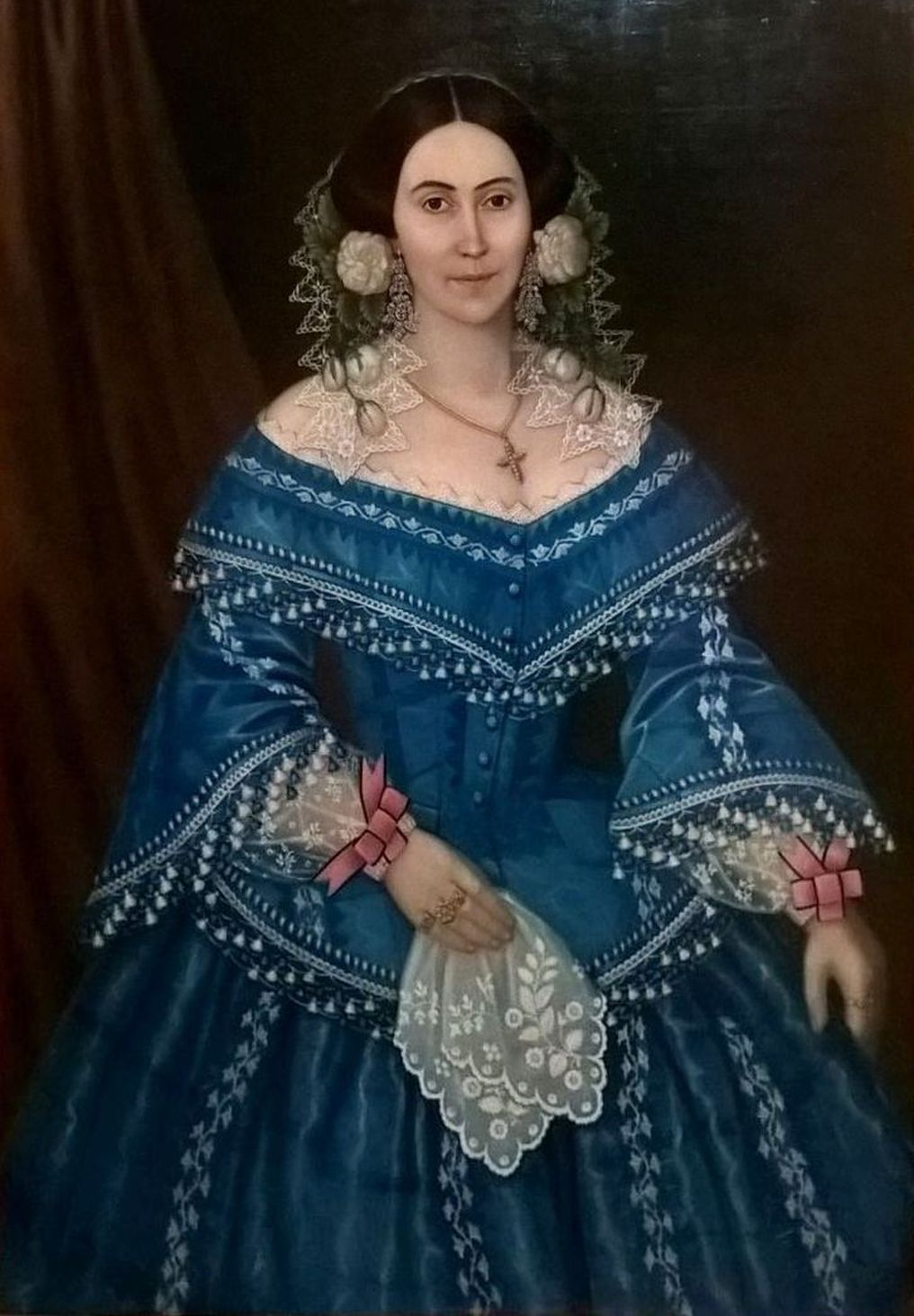
Portret de femeie în albastru
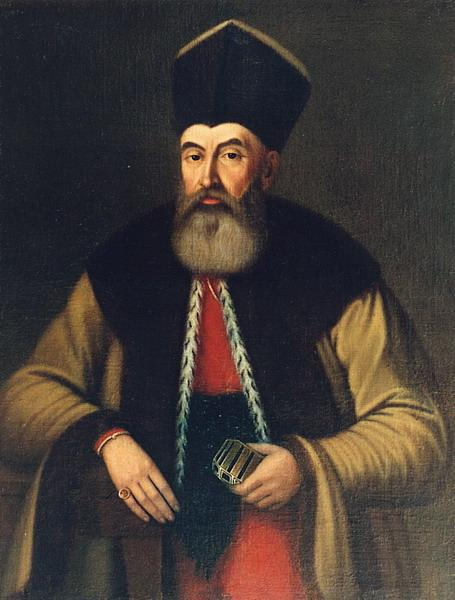
Portret de bărbat
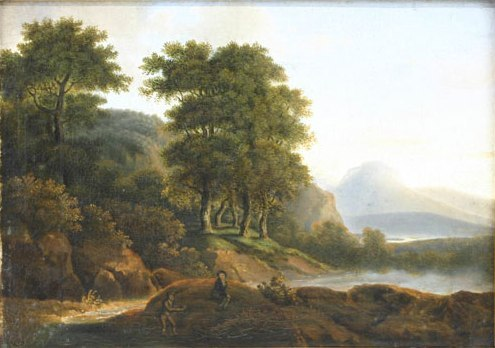
Dimineața - peisaj

Majoritatea lucrărilor care au rămas posterității se află la Cabinetul de Stampe al Bibliotecii Academiei Române: Portret de bărbat (presupus a fi Gheorghe Bibescu), Sora artistului, Pitarul Constantin Economu, Bărbat cu pelerină, Portretul unei doamne bătrâne, Autoportret. Alte miniaturi, reproduse în anii 1940, reprezentau pe Costache Faca, pe Ecaterina Chladek, născută Gruici, pe grădinarul Eyber și pe Nicolae Constantin Brăiloiu. Reda cu mare finețe trăsăturile modelelor și carnația o realiza în tonalități suave de rozuri cu tente sidefii. Marea sa plăcere erau detaliile îmbrăcăminții cărora le consacra întreaga-i atenție. Stilul miniaturistic nu l-a părăsit niciodată, fapt ce a constituit marea scădere a lucrărilor sale mari, în ulei: prea interesat de amănuntele vestimentare, de panglicile, de dantelele, lanțurile de ceas, ciucurii și bijuteriile doamnelor sau de butonii, decorațiile și veșmintele orientale ale domnilor (atunci când aceștia erau niște tradiționaliști refractari la schimbarea modei). Anton Chladek a ignorat fizionomia clienților săi. Toate accesoriile costumului, tratate cu o minuțiozitate excepțională, transformau portretul în natură statică, texturile venind cu agresivitate în prim-plan în detrimentul fizionomiei personajului care rămânea abia conturat, plat și cu o volumetrie de abia sugerată. Analizând lucrările se poate vedea că factura psihologică era exclusă. Grăitor este cazul Femeii cu trandafir, al Femeii în albastru, al Elenei Caragea, al Alexandrinei G. Manu, al Elenei Elefteriadi, al agăi Dumitru Topliceanu, al lui Alexandru Villara, al Vornicului Iancu Manu sau al Marelui ban Teodor Văcărescu-Furtună.